# ふくふく。
『ふくふく。』は、ふる鳥弥生による日本の漫画作品。

## 登場人物
メイ
福福楼のウェイトレス。巨乳。
コウタ
福福楼の料理人。18歳。
レンコ
コウタの母。
フオン
メイに想いを寄せる。
ミィ
フオンの妹。
メイプル
大王飯店のシェフ
パオパオ
役人。
トンクウ
コウタの父。
チャオ
福福楼を潰そうと企む。
タオ

ファンチェ
パオパオの後輩。
シエン
チャオの父。

## 単行本
- ふる鳥弥生『ふくふく。』全1巻
  1. 2003年8月10日発行、ISBN 4-901978-11-X